# Mohamed Amin Jhinaoui
Mohamed Amin Jhinaoui (Kairouan, 2 aprile 1997) è un ostacolista e mezzofondista tunisino.

## Record nazionali
Seniores
- 3000 metri piani: 7'37"56 ( Doha, 5 maggio 2023)
- 3000 metri siepi: 8'07"73 ( Parigi, 7 agosto 2024)

## Progressione

### 3000 metri siepi
| Stagione | Misura  | Luogo     | Data      | Rank. Mond. |
| -------- | ------- | --------- | --------- | ----------- |
| 2024     | 8'07"73 | Parigi    | 7-8-2024  |             |
| 2023     | 8'12"19 | Parigi    | 9-6-2023  |             |
| 2022     | 8'16"38 | Roma      | 9-6-2022  |             |
| 2021     | 8'23"07 | Oordegem  | 29-5-2021 |             |
| 2019     | 8'31"19 | Oordegem  | 25-5-2019 |             |
| 2018     | 8'36"57 | Oordegem  | 26-5-2018 |             |
| 2017     | 8'46"46 | Albi      | 18-6-2017 |             |
| 2016     | 8'41"79 | Bydgoszcz | 24-7-2016 |             |
| 2015     | 9'03"46 | Algeri    | 1-8-2015  |             |

## Palmarès
| Anno                            | Manifestazione           | Sede      | Evento       | Risultato | Prestazione | Note  |
| ------------------------------- | ------------------------ | --------- | ------------ | --------- | ----------- | ----- |
| In rappresentanza della Tunisia |                          |           |              |           |             |       |
| 2016                            | Mondiali U20             | Bydgoszcz | 3000 m siepi | 8º        | 8'41"79     |       |
| 2017                            | Giochi della Francofonia | Abidjan   | 3000 m siepi | Bronzo    | 8'53"76     |       |
| 2018                            | Camp. Mediterraneo U23   | Jesolo    | 3000 m siepi | Argento   | 8'57"74     |       |
| 2019                            | Giochi panafricani       | Rabat     | 3000 m siepi | Finale    | dnf         | [ 1 ] |
| 2022                            | Giochi del Mediterraneo  | Orano     | 3000 m siepi | 8º        | 8'35"32     | [ 2 ] |
| 2022                            | Mondiali                 | Eugene    | 3000 m siepi | Batteria  | 8'22"00     |       |
| 2023                            | Mondiali                 | Budapest  | 3000 m siepi | 13º       | 8'23"08     | [ 3 ] |
| 2024                            | Africani di cross        | Hammamet  | Corsa senior | 15º       | 30'10"      |       |
| 2024                            | Olimpiade                | Parigi    | 3000 m siepi | 4º        | 8'07"73     | [ 4 ] |

## Campionati nazionali
- 2 volte campione tunisino dei 3000 metri siepi (2018, 2021)

2018
- Argento ai campionati tunisini (Radès), 1500 m piani - 3'52"56
- Oro ai campionati tuninisi (Radès), 3000 m siepi - 9'11"43

2019
- Bronzo ai campionati tuninisi (Radès), 1500 m piani - 3'44"00

2021
- Oro ai campionati tuninisi (Radès), 3000 m siepi - 8'27"04

## Altre competizioni internazionali
2016
- Bronzo ai Campionati arabi junior ( Tlemcen), 3000 m siepi - 9'15"82

2017
- 6º ai Campionati arabi ( Radès), 1500 m piani - 3'53"78

2021
- 5º ai Campionati arabi ( Radès), 3000 m siepi - 8'42"17

2022
- 9º al Campaccio ( San Giorgio su Legnano), corsa campestre - 29'49"
- 19º al Cinque Mulini ( San Vittore Olona), corsa campestre - 30'49"
- 4º al Cross della Vallagarina ( Villa Lagarina), corsa campestre - 27'19"

2023
- 6º al Campaccio ( San Giorgio su Legnano), corsa campestre - 29'12"
- Bronzo al Cinque Mulini ( San Vittore Olona), corsa campestre - 29'45"
- 5º ai Campionati panarabi di cross ( Il Cairo), corsa campestre - 30'16"
- 8º al Doha Diamond League ( Doha), 3000 m piani - 7'37"56
- 8º al Meeting Mohammed VI ( Rabat), 3000 m siepi - 8'16"49
- 5º al Meeting de Paris ( Parigi), 3000 m siepi - 8'12"19
- 14º al Kamila Skolimowska Memorial ( Chorzów), 3000 m siepi - 8'40"84
- 11º all'Herculis ( Monaco), 3000 m siepi - 8'21"63

2024
- 7º al Campaccio ( San Giorgio su Legnano), corsa campestre - 30'13"
- 7º al Doha Diamond League ( Doha), 3000 m siepi - 8'17"56
- 8º al Meeting Mohammed VI ( Marrakech), 3000 m siepi - 8'13"86
- Bronzo ai Bauhaus-Galan, ( Stoccolma), 3000 m siepi - 8'10"41
- 4º al Meeting de Paris ( Parigi), 3000 m siepi - 8'09"41
- 6º al Kamila Skolimowska Memorial ( Chorzów), 3000 m siepi - 8'14"15
- Bronzo al Memorial Van Damme ( Bruxelles), 3000 m siepi - 8'09"68